# Wenatchee National Forest
Der Wenatchee National Forest ist ein National Forest in Washington im Nordwesten der USA. Auf einer Fläche von 7022,89 Quadratkilometern erstreckt er sich über etwa 220 Kilometer entlang des Ostabhangs des Kaskadengebirges zwischen dem Okanogan National Forest und dem Gifford Pinchot National Forest. Das Waldgebiet befindet sich in den Countys Chelan, Kittitas und Yakima. Die nächstgelegene Stadt ist Wenatchee, WA.

## Wildnis-Gebiete
Es gibt im Wenatchee National Forest sechs offiziell benannte Wildnisgebiete, die Teil des National Wilderness Preservation Systems der USA sind. Alle liegen teilweise auch in benachbarten National Forests:
- Alpine Lakes Wilderness (teilweise im Snoqualmie National Forest)
- Glacier Peak Wilderness (teilweise im Mount Baker National Forest)
- Goat Rocks Wilderness (hauptsächlich im Gifford Pinchot National Forest)
- Henry M. Jackson Wilderness (teilweise im Snoqualmie National Forest (46,2 Prozent) und im Mount Baker National Forest (27,2 Prozent))
- Lake Chelan-Sawtooth Wilderness (hauptsächlich im Okanogan National Forest)
- William O. Douglas Wilderness (teilweise im Gifford Pinchot NF)

### Waptus Lake

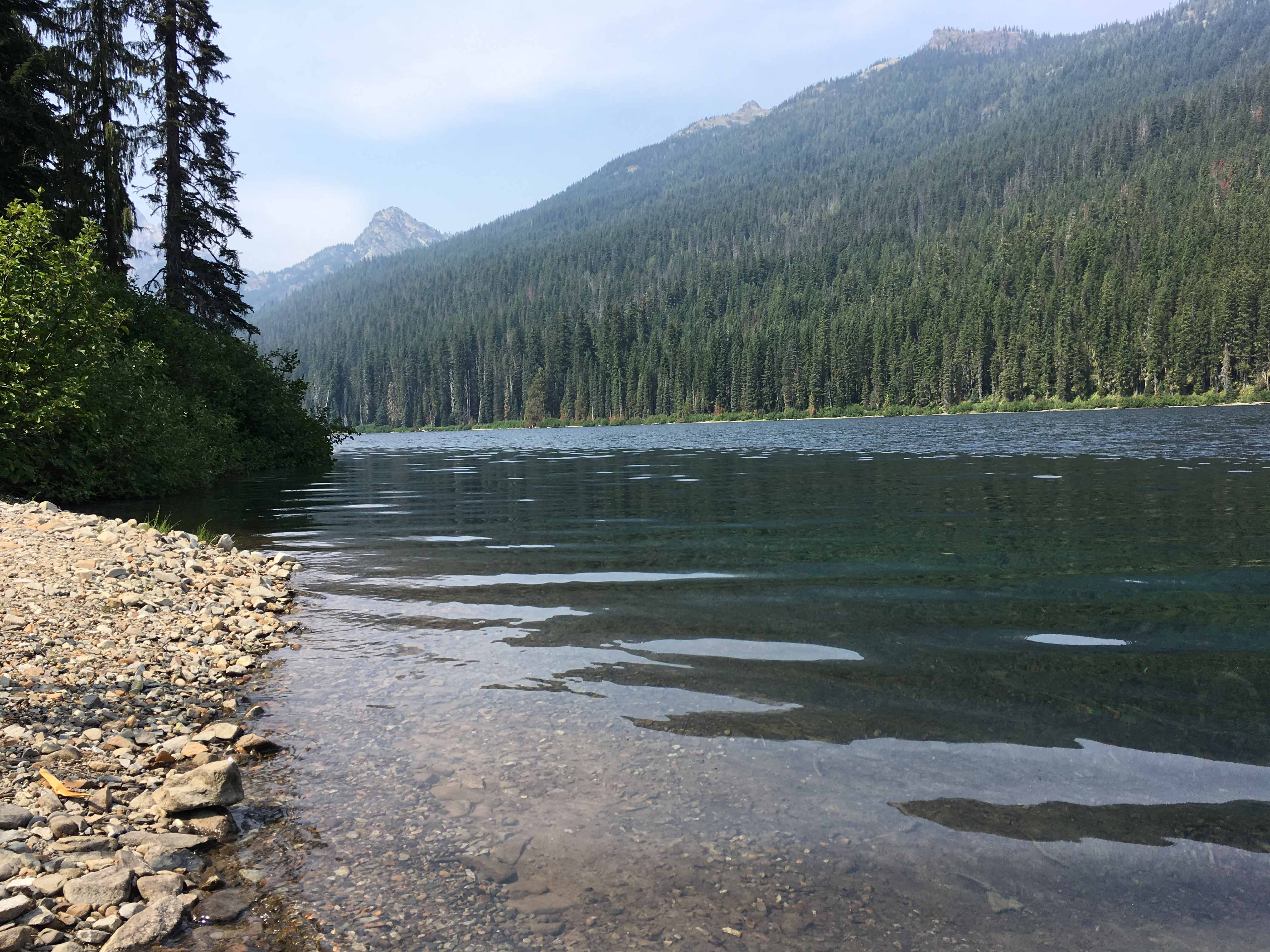
Waptus Lake

Nahezu zwei Meilen (3,2 Kilometer) lang und nur über Wanderwege oder Reitpfade zu erreichen, ist der Waptus Lake der größte alpine See im National Forest. Er wird vom Waptus River entwässert. Bemerkenswert sind die Sichten auf die Gipfel des Summit Chief und der Bears Breast.

## Verwaltung
Der Okanogan und der Wenatchee National Forest werden gemeinsam als Okanogan-Wenatchee National Forest im Hauptquartier in Wenatchee (Washington) verwaltet. Es gibt örtliche Ranger-Distrikte in Chelan, Cle Elum, Entiat, Methow Valley, Naches, Tonasket und Wenatchee River. Der erste Leiter des Wenatchee National Forest war Albert H. Sylvester, der mehr als tausend Örtlichkeiten in der Region benannte.

## Ökologie
Eine Studie des U. S. Forest Service von 1993 schätzte den Bestand von Urwald im Forest auf etwa 1290 Quadratkilometer (318.800 Acre). Waldbrände sind im National Forest nichts ungewöhnliches. Im September 2012 verursachte ein schweres Gewitter hunderte von Waldbränden, die schwersten von ihnen südwestlich von Wenatchee und östlich des Blewett Pass. Auch im Juli 2014 wurden heftige Waldbrände in den Chiwaukum und den Entiat Mountains ausgelöst.